# Apaloderma
Apaloderma Swainson, 1833 è un genere di uccelli appartenente alla famiglia Trogonidae. Al genere vengono ascritte 3 specie diffuse in Africa.

## Tassonomia
Il genere comprende le seguenti specie:
- Apaloderma narina Stephens, 1815
- Apaloderma aequatoriale Sharpe, 1901
- Apaloderma vittatum Shelley, 1882